# Estrilda de carpó roig
L'estrilda de carpó roig o bec de corall carpó-roig (Estrilda rhodopyga) és una espècie d'ocell de la família dels estríldids (Estrildidae) que habita praderies i estepes de l'Àfrica oriental, des d'Eritrea i zones limítrofes del Sudan, cap al sud, per Etiòpia, sud de Somàlia, est de la República Democràtica del Congo, Uganda, Ruanda, Burundi, Kenya i Tanzània i nord de Malawi.